# Hotel de gelo

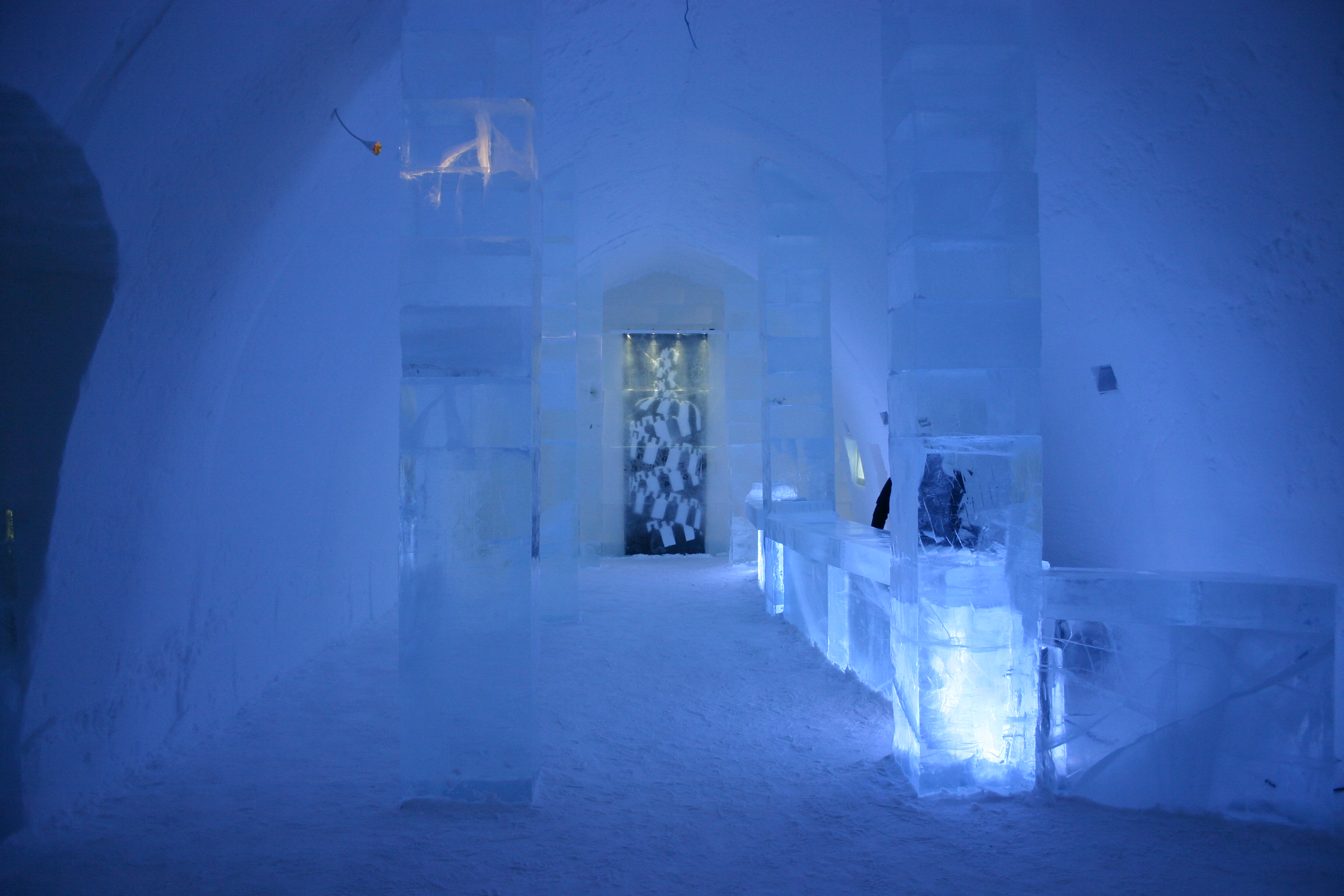
Bar de gelo absoluto em Jukkasjärvi, Suécia (Dezembro de 2005)

Um hotel de gelo é um hotel temporário construído com neve, blocos de gelo esculpidos e, em alguns casos, com estruturas de aço. Eles são promovidos por seus patrocinadores e têm características especiais para os viajantes que estão interessados em novidades e ambientes incomuns e assim, estão na classe de hotéis de destino. Seus lobbies são muitas vezes preenchidos com esculturas de gelo, e alimentos e bebidas são especialmente escolhidas para essas circunstâncias.
Todos os hotéis de gelo são reconstruídos a cada ano e são dependentes de temperaturas sub-constantes durante a construção e operação. As paredes, redes instaladas e equipamentos são totalmente feitos de gelo ou de neve compactada, e fixos com uma substância designada por snice, que serve como a argamassa da construção tradicional de alvenaria.

## Suécia

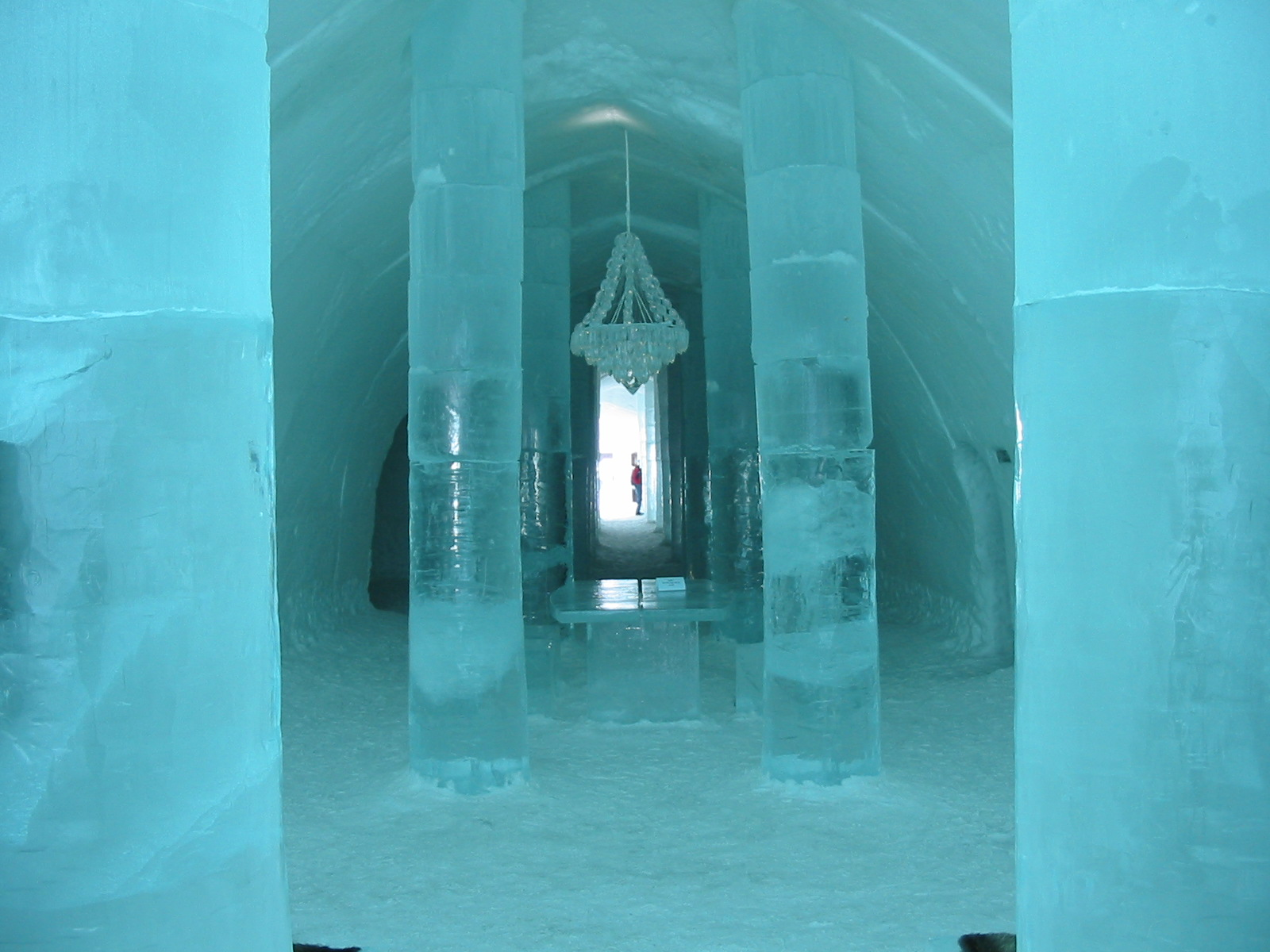
Interior do hotel de gelo de Jukkasjärvi

Existe a cada ano entre Dezembro e Abril, o hotel de gelo na localidade de Jukkasjärvi, a cerca de 15 km de Quiruna, na Suécia. Construído com gelo do rio Torne, foi o primeiro hotel de gelo do mundo.